# Породица Трап
Породица Трап (позната и као породица фон Трап)  је била певачка група формирана од чланова породице бившег аустријског поморског команданта Георга фон Трапа. Породица је првобитно стекла славу у певачкој каријери у родној Аустрији у међуратном периоду. Такође су наступали у Сједињеним Државама пре него што су тамо трајно емигрирали да би избегли погоршану ситуацију у Аустрији током Другог светског рата. У Сједињеним Државама, постали су познати као „Певачи породице Трап“ све док нису престали да наступају заједно 1957. године. Породична прича је касније послужила као основа за мемоаре, два немачка филма и бродвејски мјузикл Роџерса и Хамерштајна Звук музике (у Србији: Моје песме, моји снови). Последња преживела од седморо Трапове деце из првог брака, Марија Франциска, умрла је 2014. у 99. години.

## Биографија

### Историја групе
Георг фон Трап је имао седморо деце у време смрти своје прве жене Агате Вајтхед, а 1927. се оженио двадесетпет година млађом Маријом Кучером и са њом имао још троје деце. Цела породица је била музикална, а од 1935. породица је певала у локалној цркви у Ајгену, округу Салцбурга. Ту су упознали младог свештеника, др Франца Васнера, који је подстицао њихов музички напредак и учио их сакралној музици како би их додали репертоару народних песама, мадригала и балада које су већ певали.  Док су певали у њиховом дому у Салцбургу, чула их је и немачка концертна певачица Лоте Леман, која их је наговорила да учествују на такмичењу у Салцбургу 1936. године, за шта су добили награду. Након тога, у пратњи др Васнера, породица је гостовала и наступала у Бечу и Салцбургу, а наступали су и у другим земљама Европе: Француској, Белгији, Холандији, Италији, Немачкој и Енглеској. 
Када је Адолф Хитлер анектирао Аустрију 1938. године, породица је одлучила да оде, прво у Италију (Георг је рођен у Задру, па су самим тим и чланови породице, били законити држављани). Неколико месеци 1938. године, непосредно након бекства, живели су у Вармонду, близу Хага, у Холандији, као гости холандског банкара Ернеста Ментена. Ову епизоду описао је локални историчар Миеп Смитсло у својој холандској књизи из 2007. године „Tussen Tol en Trekvaart“.  Одатле су отишли у Лондон, а затим у САД, где су остали до истека виза. После турнеје по Скандинавији, вратили су се у Сједињене Државе 1939. године и поднели захтев за статус имиграната. Стигли су са врло мало новца, пошто су претходно изгубили већину породичног богатства током банковног колапса у Аустрији 1935. године. У Сједињеним Државама су зарађивали тако што су наступали на националним и међународним турнејама, прво као „Породични хор Трап“, а затим као „Певачи породице Трап“, промену коју је предложио њихов агент Фредерик Кристијан Шанг. Након што су кратко живели у Филаделфији , а затим у Мариону у Пенсилванији, где је рођено њихово најмлађе дете Јоханес, породица се настанила у Стоу, у Вермонту, 1941. 1942. године купили су фарму од 270 ха.  После Другог светског рата, основали су Аустријски фонд за помоћ породице Трап, који је слао храну и одећу сиромашним људима  у Аустрији. Породица је надаље са седиштем у Сједињеним Државама изводила своју јединствену мешавину литургијске музике, мадригала, народне музике и инструментала публици у преко 30 земаља у наредних 20 година.  Направили су серију плоча од 78 обртаја у минути за RCA Records 1950-их, од којих су неке касније издате на RCA Camden ЛП плочама. Било је и неколико каснијих снимака објављених на ЛП плочама, укључујући и неке стерео сесије. Породична певачка група се распала 1957. године.
Марија је написала причу о певачкој породици: Прича о Певачима породице Трап која је објављена 1949. године и била је инспирација за западнонемачки филм Породица Трап из 1956. године, који је заузврат инспирисао Роџерса и Хамерштајна за Бродвејски мјузикл The Sound of Music из 1959. а затим и његову филмску адаптацију "Моје песме, моји снови" из 1965. са Џули Ендруз и Кристофером Пламером у главним улогама, која је пет година држала титулу филма са највећом зарадом свих времена.   Првобитних седморо Трапове деце су били: Руперт (1911–1992); Агата (1913–2010); Марија Франциска (1914–2014); Вернер (1915–2007); Хедвига (1917–1972); Јохана (1919–1994); и Мартина (1921–1952). Каснија деца из другог брака су била Розмари (1929–2022), Елеонора (1931–2021) и Јоханес (р. 1939).  Најстарија ћерка Агата (у филму се зове „Лизл“) објавила је 2003. године своју причу о животу у породици Трап, Before and After The Sound of Music,  који је касније и сам претворен у филм The von Trapp Family: A Life of Music 2015. 

### Каснији животи
Два члана групе умрла су док је група још била активна, Георг 1947. у 67. години и Мартина, која је умрла на порођају 1952. у 30. години. У време престанка наступа 1957. године, група је укључивала известан број чланова који нису чланови породице и „само је Маријина гвоздена воља држала групу тако дуго на окупу“.  Након распада групе, Марија, Јоханес, Розмари и Марија Франциска отишли су у Нову Гвинеју да обављају мисионарски рад; касније се Марија вратила да води породичну кућу Трап током неколико година.
Од преостале деце у њиховим позним годинама, Руперт је већ био лекар током Другог светског рата; Агата је провела много година као васпитачица у вртићу у Мериленду; Марија Франциска је провела тридесет година као мисионар у Новој Гвинеји; Вернер је постао фармер; Хедвига наставница музике; Јохана се удала и вратила у Аустрију; Розмари и Елеонора су се населиле у Вермонту; а Јоханес је пратио своју мајку управљајући породичним домом Трап као туристичким одмаралиштем. Марија је умрла 1987. године и сахрањена је са Георгом и Мартином на породичном гробљу на имању.  Сво првобитно седморо Трапове деце умрло је до 2014. године, док је само једно од касније троје деце рођене Георгу и Марији, Јоханес, био жив крајем августа 2022. Елеонора фон Трап Кембел умрла је 17. октобра 2021, а Розмари је умрла 13. маја 2022. 

## Музички стил и репертоар
Породица Трап је била цењена аустријска певачка група током своје каријере. Међутим, њихов стил је био далеко од популарних нумера које су створили Роџерс и Хамерштајн, који су пријали публици, а који су касније укључени у музичке и филмске верзије њихових живота. Многи од њихових студијских снимака су преживели и репродуковани су као савремене компилације на компакт дисковима. Што се тиче њихових наступа уживо, у свом есеју из 2004. Породичне вредности: Певачи породице Трап у Северној Америци, 1938-1956, Мајкл Сафл пише:
Тешко је данас тачно документовати шта су Трапови изводили и где су то изводили. Само неколико њихових програма је поново штампано. Један од њих, божићни програм — идентификује аранжман од три кратка дела (за „Antique Instruments“) и Самартинијеву сонату (коју је представио „Квинтет рекордера“) као главне инструменталне изборе вечери; краћа вокална дела су укључивала Преторијусов „Es ist ein Ros' entsprungen“, Монтевердијев мадригал, Холстов „Midwinter“ и аранжман „The Holly and the Ivy“. Други програм — нажалост некомплетан, али за кога се зна да је представљен 1943. у Џордан холу у Бостону — садржао је песму Џона Дауланда, Васнерове транскрипције тиролских народних мелодија и инструментални трио којi је компоновао „Вернер вон Трап." Међутим, упркос својим инструменталним достигнућима, Трапoви су пре свега били вокални ансамбл који је заједно певао (и свирао) музику углавном из верских разлога.
С друге стране, саопштења за штампу после 1941. рекламирају „забавне народне песме многих земаља“, „веселе мадригале“, „јодловање и планинске позиве“, као и „изврсне старе мотете и мисе“, и хвале се „рекордним турнејама" и великим бројем ангажмана,  што је потврдило њихову популарност. Сугерише да је верски садржај био само један од неколико елемената који су томе допринели током њиховог главног периода популарности у Америци.
Према Марији, под утицајем агента Ф.К. Шанга, „Наши програми су у прошлости углавном били на латинском и немачком језику. Сада смо додали енглеске нумере. Међу енглеским мадригалима и народним песмама нашли смо неке дивне комаде попут "Sweet Honeysucking Bees", "Early One Morning" и "Just as the Tide Was Flowing" а и међу старим америчким народним песмама нашли смо скривена блага. Наш програм је сада имао пет делова: први, сакрална музика, избори старих мајстора из шеснаестог и седмог века; друго, музика која се свира на древним инструментима: блок-флаутури, виоли да гамба, спинету; треће, мадригали и баладе; четврто, аустријске народне песме и планинско јодловање; пето, енглеске и америчке народне песме.“ 

## Наслеђе
Четворо унучади Вернера фон Трапа (у филму званог „Курт“), праунуци Георга и Маријини праунуци, основали су певачку групу „The von Trapps“ и снимили пет албума у модерном стилу између 2001. и 2016. пре распуштања.  

## Делимична дискографија

### 78 снимака
- - Trapp Family Choir: Folk Songs of Central Europe - Victor (Dr. Franz Wasner, conductor) (78 rpm set, 5 records):
  - https://archive.org/details/78rpm?query=Trapp+family

### ЛП издања
- - An Evening of Folk Songs with the Trapp Family Singers - Decca DL 9793
  - Christmas with the Trapp Family Singers - Deutsche Grammophon, 1953
  - The Best of the Trapp Family Singers - Decca
  - The Original Trapp Family Choir: The Sound of Folk Music of Many Lands - CAS904eLP33 1965 (compilation)

### ЦД издања (компилације)
- - The Sound of Christmas - Delta Distribution / Laserlight, 1992
  - Journey Jasmine (2 CDs)
  - One Voice Jasmine (2 CDs)
  - Original Trapp Family Singers